# Time of Defiance
Time of Defiance est un jeu vidéo de stratégie en temps réel massivement multijoueur développé par Nicely Crafted Entertainment et édité par Strategy First, sorti en 2002 sur Windows.

## Accueil
- GameSpot : 7/10[1]